# Alma Hodge
Alma Hodge is een personage uit de Amerikaanse televisieserie Desperate Housewives, gespeeld door Valerie Mahaffey.

## Verhaallijn
Alma verschijnt in de opening van het derde seizoen van Desperate Housewives. Ze staat op het punt haar echtgenoot Orson te verlaten nadat zij erachter komt dat hij haar heeft bedrogen. Orson komt hier te vroeg achter en onderschept haar tijdens haar vlucht. Eerst lijkt het alsof Orson Alma vermoord heeft, maar een aantal aflevering later, met de terugkeer van Alma, wordt duidelijk dat hij haar gewoon heeft laten vertrekken omdat hij nooit van haar gehouden heeft.
Alma staat plots voor de deur van Bree Hodge, de huidige echtgenoot van Orson. Bree is dan ook verbaasd, aangezien Orson haar altijd heeft verteld dat Alma mysterieus verdwenen was en dood werd geacht nadat Orsons vroegere buurvrouw, Carolyn Bigsby, hem zwart was komen maken op zijn verlovingsfeest. Bree, die opgelucht is dat ze haar vriendinnen nu kan tonen dat Orson geen moordenaar is, is duidelijk dat zij veel opgewekter is rond Alma's terugkeer dan Orson: hij heeft haar liever kwijt dan rijk.
Maar dat is buiten Alma en Orsons moeder Gloria gerekend. Alma koopt het huis, schuin tegenover dat van dat van Bree. Nu verdwijnt Brees enthousiasme echter ook als sneeuw voor de zon: ze gaat naar Alma om haar te overtuigen te vertrekken, maar krijgt iets heel anders toegeworpen dan ze had verwacht: een zakje met tanden, blijkbaar van Monique Polier, de minnares van Orson, vermoord door zijn moeder.
Op een avond lokt Gloria Orson naar Alma's huis met het nieuws dat Alma zelfmoord heeft gepleegd, maar eens hem gedrogeerd te hebben komt Alma 'terug uit het dodenrijk' en 'verkracht' Orson in zijn slaap. Bree komt hierachter en vertelt Orson alles eens hij bijgekomen is. Deze kan hier niet mee lachen en gaat naar Alma, om eens en voor altijd duidelijk te maken dat hij niet van haar houdt. Alma wil stoppen met Orson te treiteren, maar Gloria volhardt en sluit Alma op in een zolderkamertje.
Wanneer Alma erachter komt dat Gloria Bree iets wil aandoen, probeert ze te ontsnappen via een dakraampje, maar valt van het dak af en sterft. Dit gebeurt in aflevering 3.15: The Little Things You Do Together.
Later schrijft Orson Alma's zelfmoordbriefje, waarin ze vertelt Monique Polier te hebben vermoord, waardoor zowel het gezin Hodge, als Mike Delfino van alle blaam gezuiverd worden.